# تيليفيريك المدنية

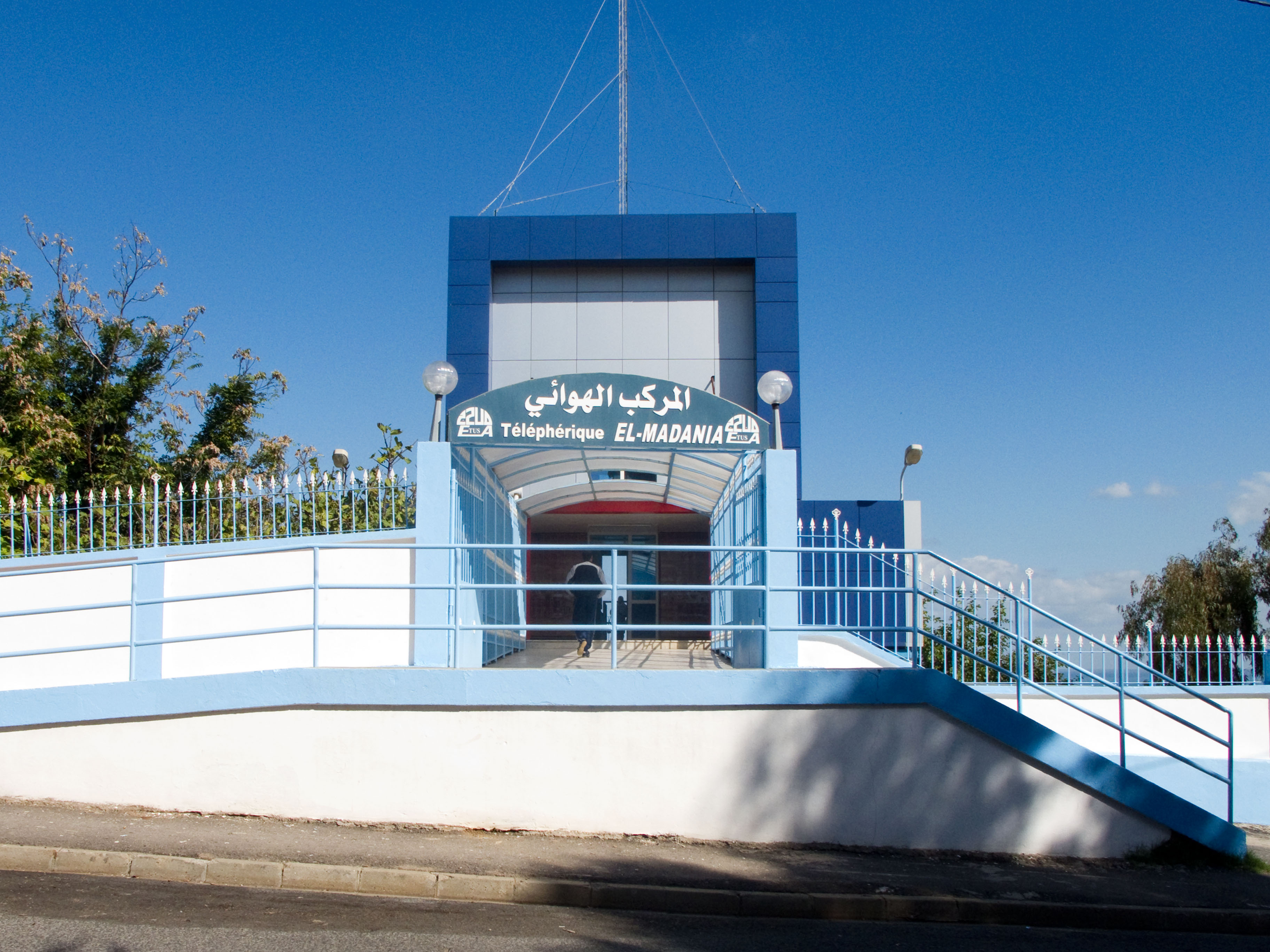
محطة دخول تيليفيرك المدنية ، على مشارف حي ديار المحصول

تيليفيريك المدنية (بالفرنسية:Téléphérique d'El Madania) هو نظام نقل بالمصاعد الهوائية لمدينة الجزائر، وهو يربط بين منطقة الحامة (بلدية بلوزداد) وحي ديار المحصول (بلدية المدنية).

## التاريخ
- تيليفيريك المدنية هو أول تليليفيريك في مدينة الجزائر العاصمة، وهو في الخدمة منذ 1956.

## المميزات

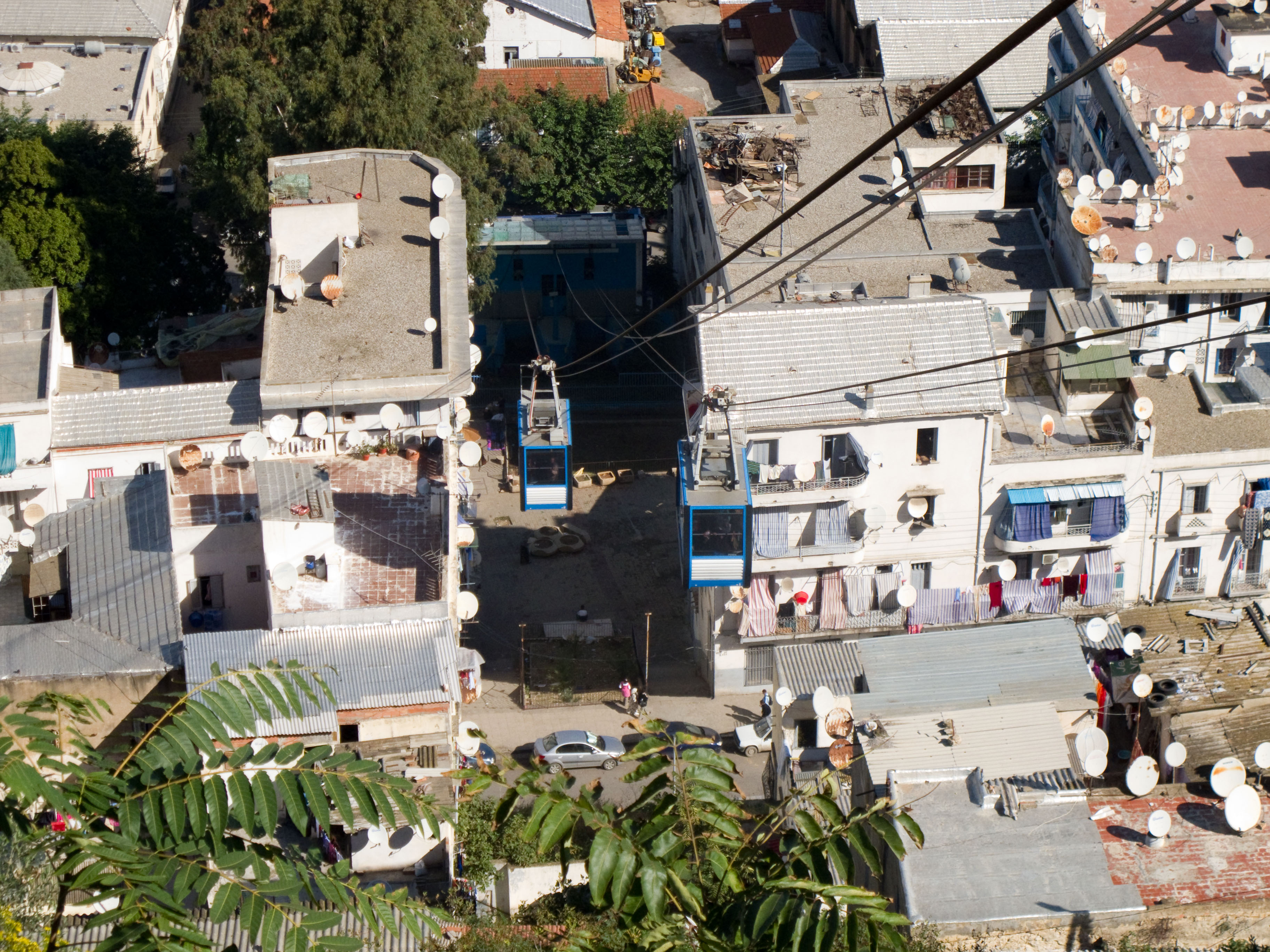
مقصورتا تيلفريك المدنية

- تيليفيريك المدنية طوله حوالي 230 م، ويربط بين منطقة الحامة المنخفضة ب48 م وحي ديار المحصول المرتفع ب231 م.
- توجد اثنتين من المفصورات التي تخدم المحطتين بكل من الحامة وديار المحصول، وتستغرق الرحلة حوالي ثلاث دقائق.
- تم ترميم تليفيريك المدنية من طرف شركة بوماغالسكي.

## العملية

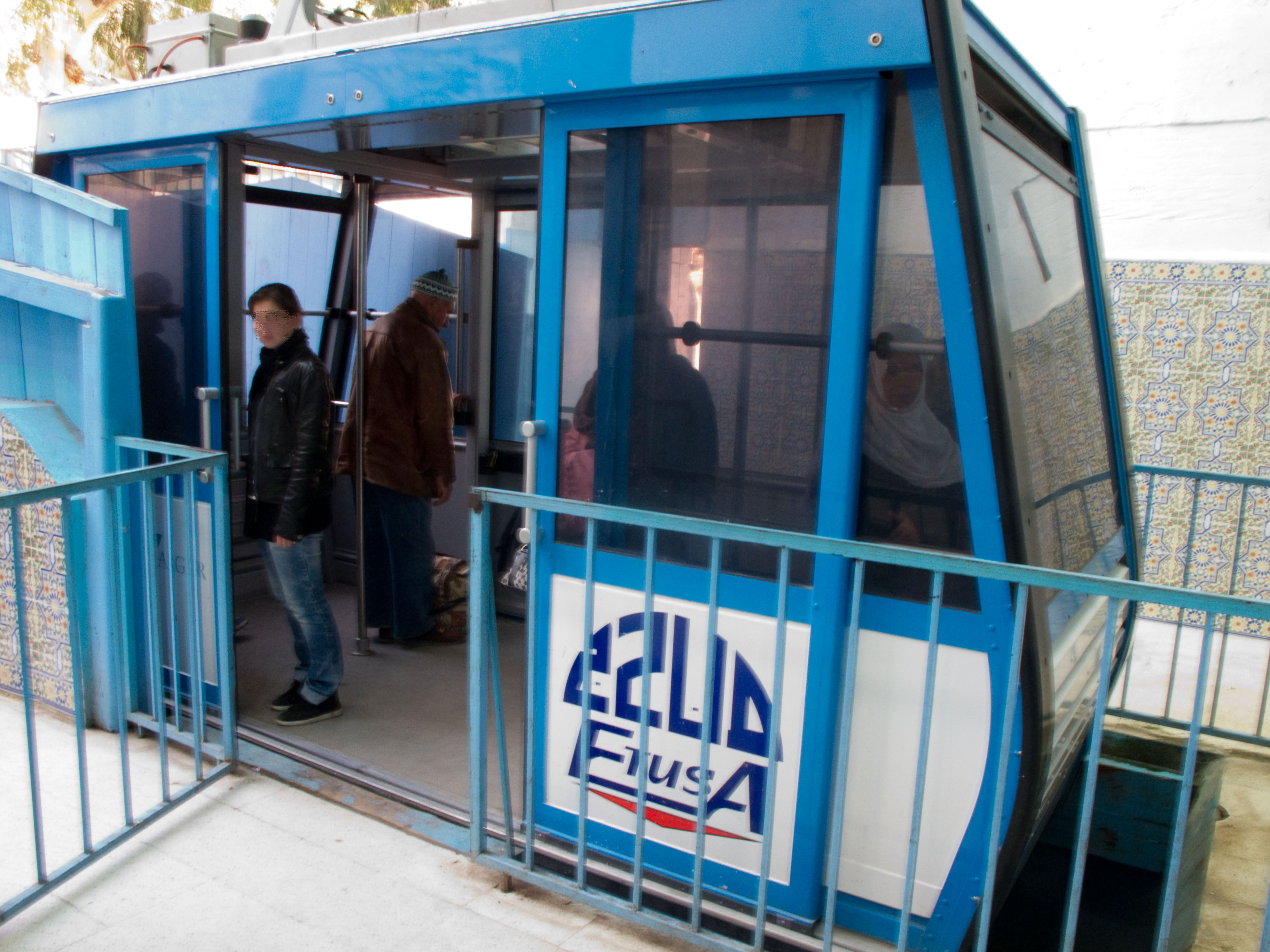
كابينة التيليفيريك المدنية محطة الحامة

- يتم تشغيل تيليفريك المدنية من طرف مؤسسة النقل الحضري وشبه الحضري لمدنية الجزائر وضواحيها (ETUSA) في عام 2010 والتي تشغل بالإضافة إلى تيليفريك المدنية ثلاث مصاعد هوائية أخرى : تيليفيريك المقام (حديقة التجارب - مقام الشهيد) وتيليفريك قصر الثقافة (بلدية حسين داي - قصر الثقافة) وتيليفريك السيدة الإفريقية (بلدية بولوغين - السيدة الإفريقية).
- تسعيرة النقل بوسيلة النقل هذه ب20 دج.